# Chaetopleura (Chaetopleura) papilio
Chaetopleura (Chaetopleura) papilio is een keverslakkensoort uit de familie van de Chaetopleuridae. De wetenschappelijke naam van de soort is voor het eerst geldig gepubliceerd in 1797 door Spengler.